# Sacra Famiglia con sant'Anna e san Giovannino (Luini)
La Sacra Famiglia con sant'Anna e san Giovannino è un dipinto a olio su tavola (118x92cm) di Bernardino Luini, databile al 1530 circa e conservato nella Pinacoteca Ambrosiana a Milano.

## Storia
La tavola apparteneva alla collezione del cardinale Federico Borromeo, da questi donata alla neonata Biblioteca ambrosiana nel 1618. Essa costituiva uno dei pezzi più celebri della collezione e più apprezzati dallo stesso cardinale, che ne ricorda nei suoi scritti l'acquisto ad un prezzo molto elevato. Era considerata all'epoca e nelle prime guide del museo fra i capolavori della galleria, e fra le opere migliori del Luini.
Nel 1796 fu requisita dalle truppe francesi e portata a Parigi, dove fu esposta al Louvre, per essere restituita nel 1815.
L'opera fu particolarmente apprezzata fino ai primi del Novecento, quando ancora era esposta nella sala dei massimi capolavori accanto alle opere di Leonardo e Raffaello. La sua fama declinò invece nella seconda metà del secolo, quando l'orientamento prevalente fu di intenderla come un'interpretazione superficiale del cartone di Leonardo, oggi a Londra, di cui il dipinto costituisce una copia con varianti.

## Descrizione e stile
Il dipinto riproduce la composizione del cartone con Sant'Anna, la Madonna, il Bambino e san Giovannino di mano di Leonardo da Vinci, databile al 1501-1505 circa e conservato nella National Gallery di Londra.
Le principali varianti rispetto al modello sono l'aggiunta della figura di san Giuseppe sulla destra, l'eliminazione del paesaggio di sfondo, al posto del quale è collocata una roccia con vegetazione e un taglio più alto della scena, che modifica i piedi della Vergine e la sua gamba, portando al centro della composizione Gesù Bambino. Sant'Anna che protende il dito verso l'alto con il capo rivolto verso la Vergine, a cui accenna un sorriso serrato, riecheggia la torsione del busto che Leonardo aveva conferito al personaggio nel suo cartone preparatorio. La riproduzione è in scala 1:1, sicché è ipotizzabile un ricalco. Il Lomazzo ricorda infatti come all'epoca il cartone fosse di proprietà di Aurelio Luini, figlio di Bernardino..